# Assí
Assí (en rus: Асы) és un poble de Baixkíria, a Rússia, que en el cens del 2010 tenia 32 habitants. Pertany al districte d'Arkhànguelskoie.